# 小行星21269
小行星21269（21269 Bechini）是一颗绕太阳运转的小行星，为主小行星带小行星。该小行星于1996年6月6日发现。

## 轨道参数
小行星21269的轨道半长轴为2.2729394 UA，离心率为0.194。